# Cascada Răchițele
Cascada Răchițele numită și Vălul Miresei este situată pe Valea Stanciului, în arealul localității Răchițele din comuna Mărgău, județul Cluj. 

## Descriere
Este una dintre cele mai frumoase cascade din România. Căderea de apă este de peste 30 m. Pe timp de iarnă peretele stâncos îngheață, fiind un excelent loc de escaladă pe gheață pentru cei pasionați de acest sport. 

## Legendă
O legendă veche amintește că numele cascadei vine de la faptul că demult o mireasă ar fi căzut de pe stâncile abrupte din zona unde este cascada, iar voalul ei a rămas agățat pe stânci. Acolo, nuntașii s-au oprit și au început să plângă, astfel formându-se cascada. 
În realitate, numele s-ar putea atribui formei cascadei care seamăna cu un voal.

## Imagini

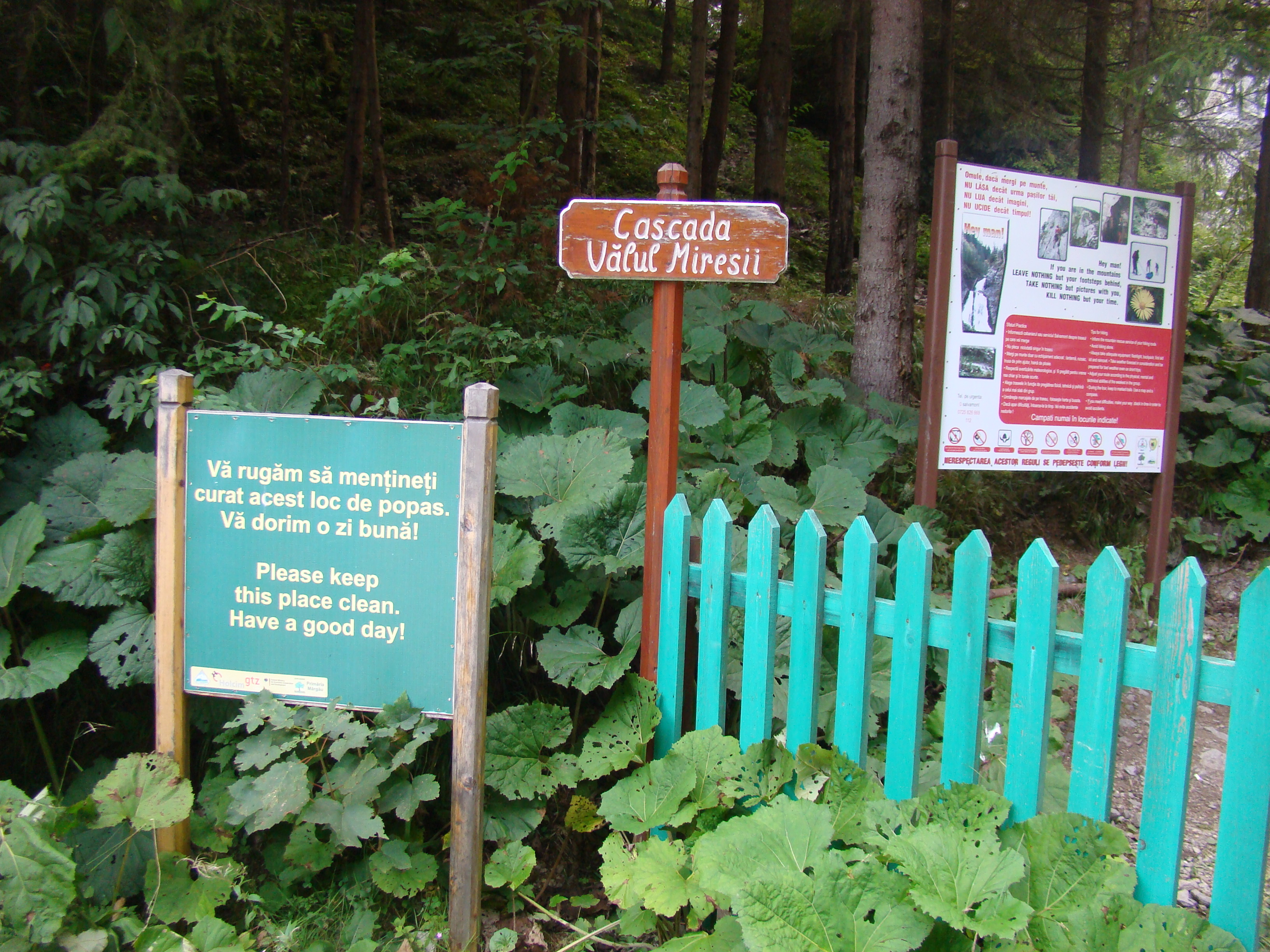
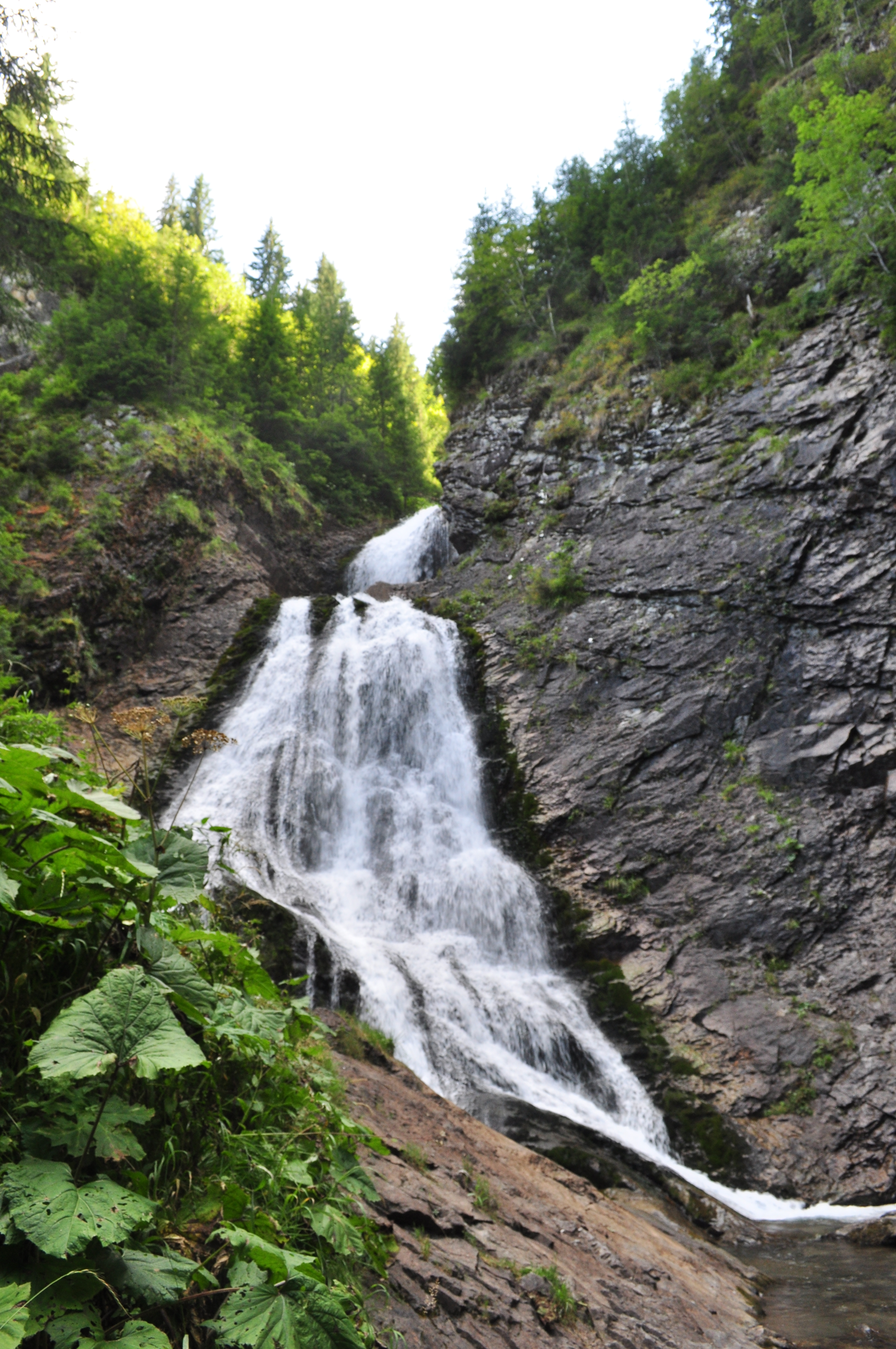
Cascada Vălul Miresei
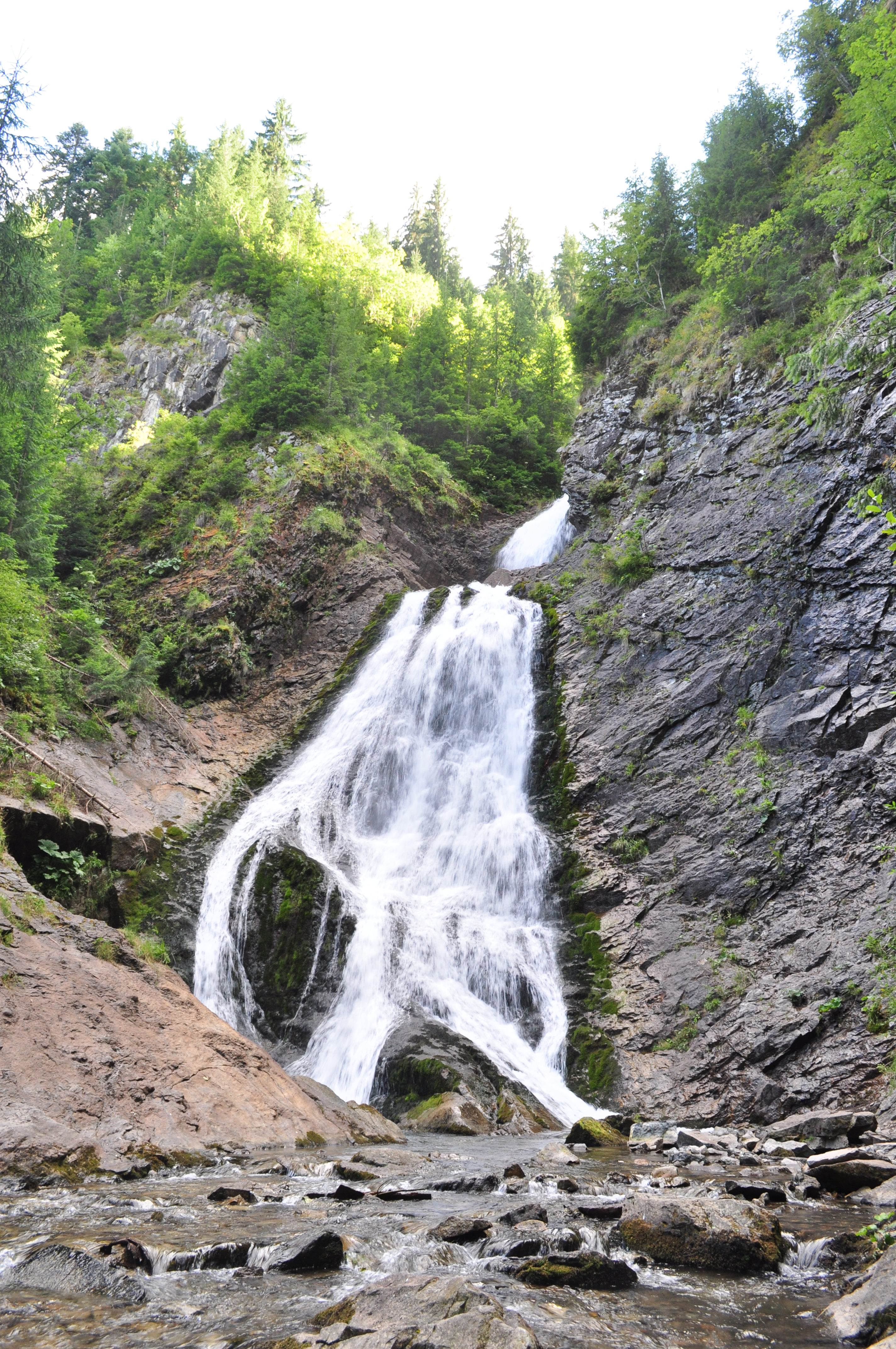
Cascada Vălul Miresei
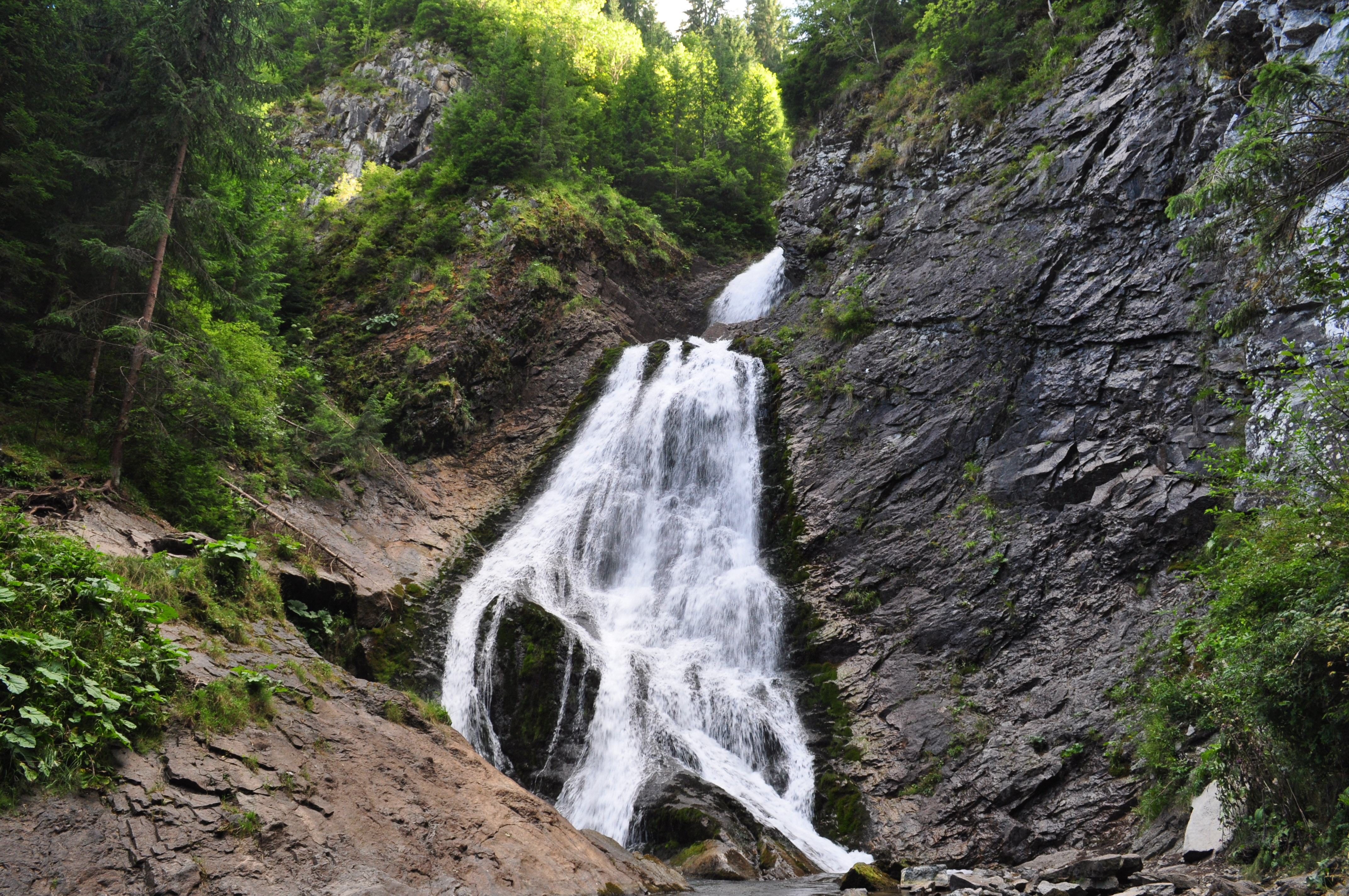
Cascada Vălul Miresei
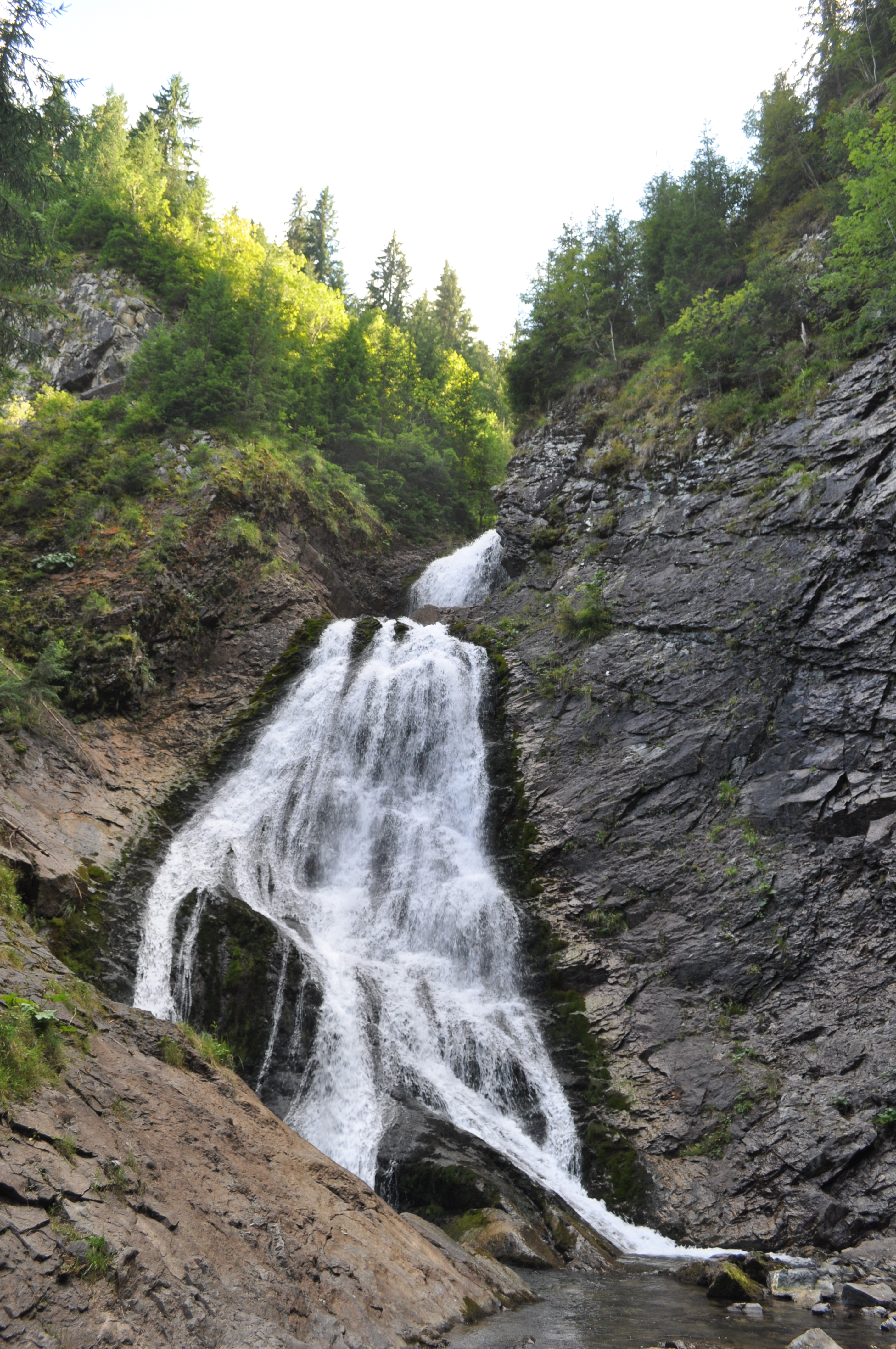
Cascada Vălul Miresei
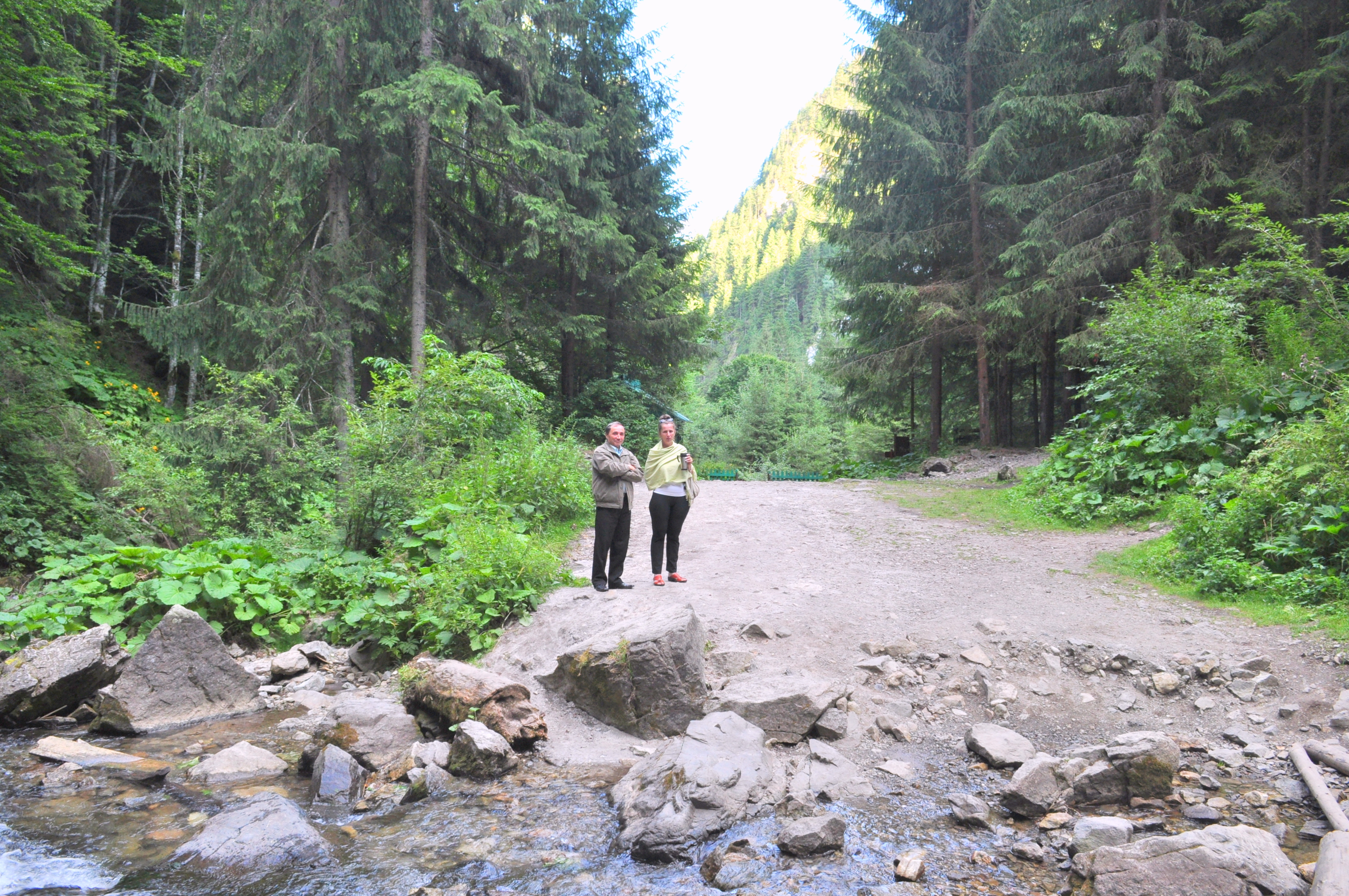
Împrejurimi
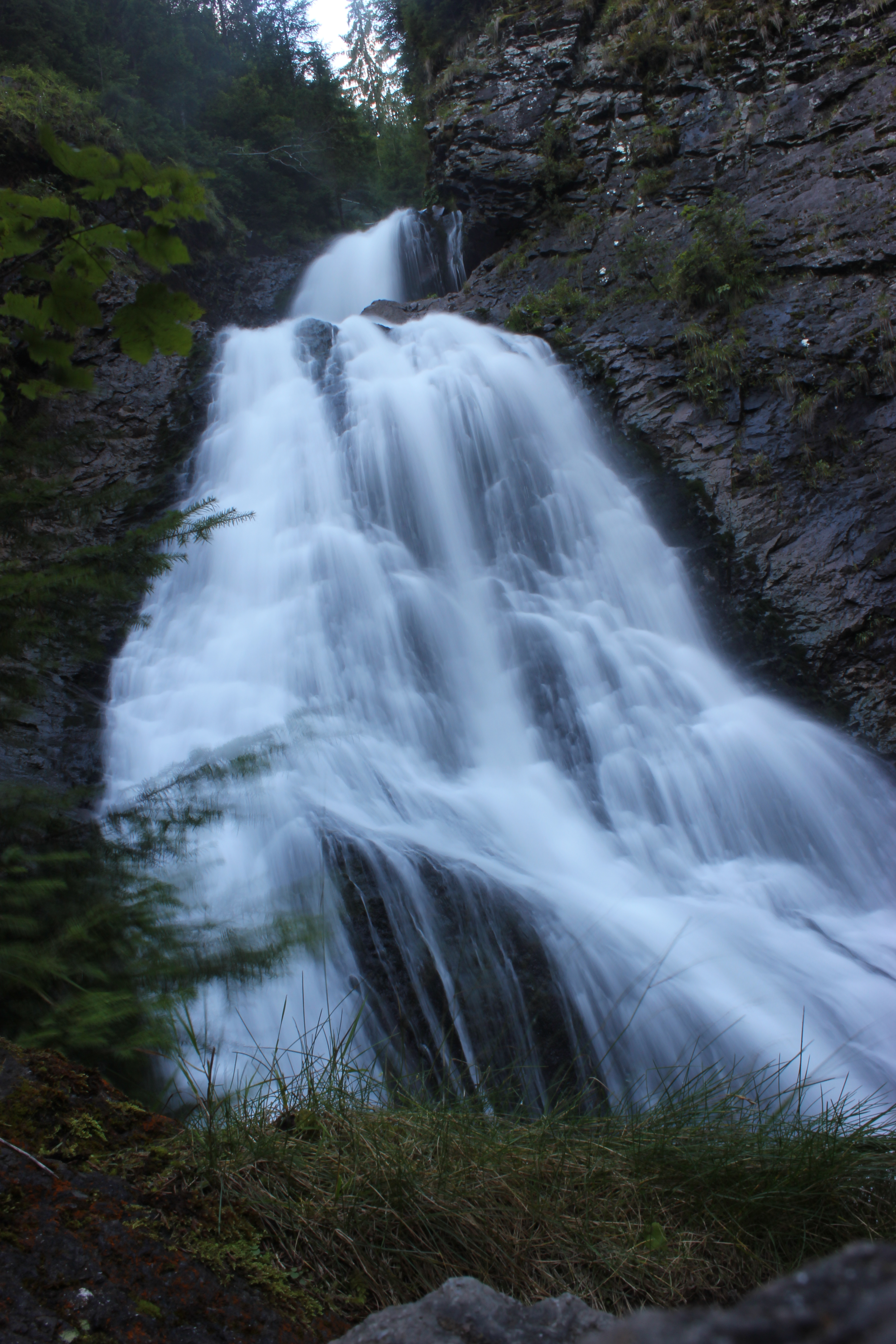
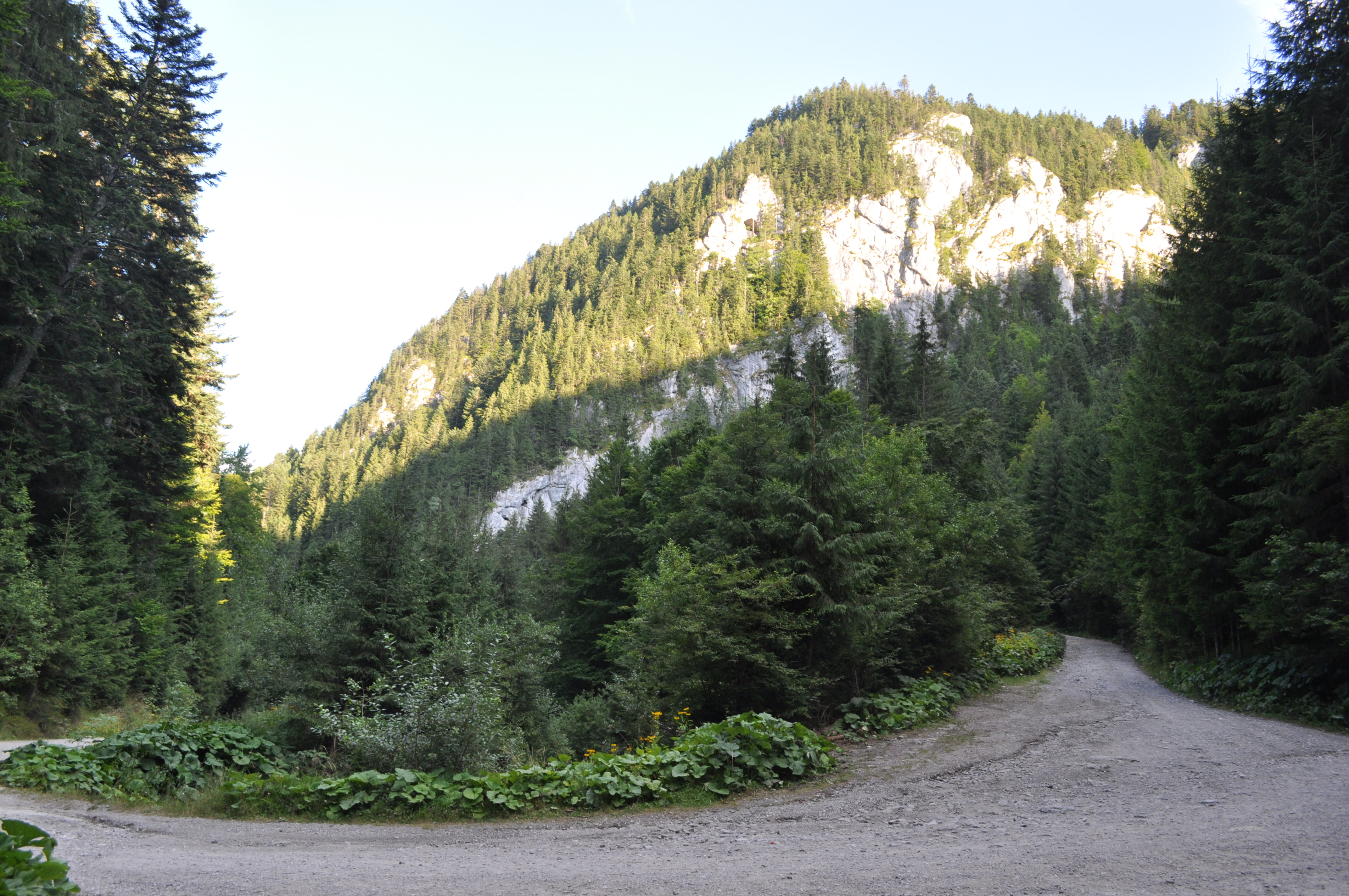
Împrejurimi